# لورانس ايه-3

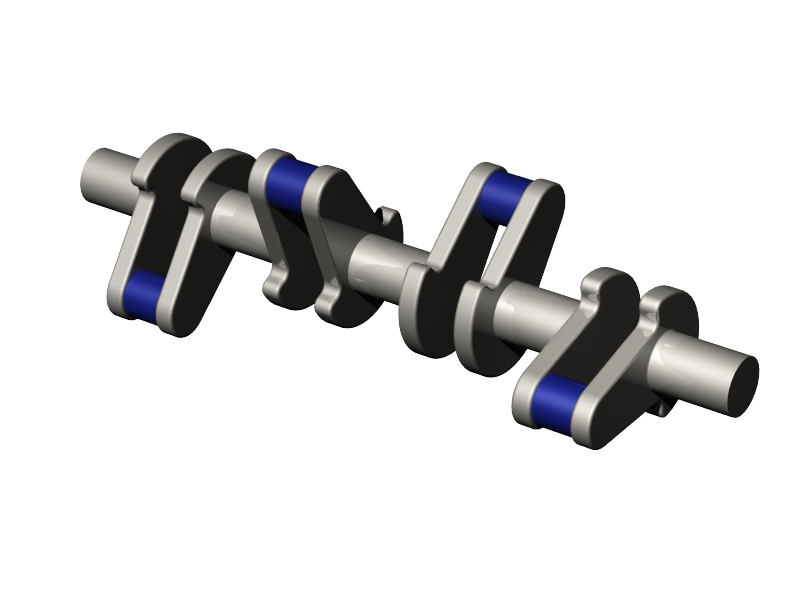
مسمار كرنك موضح باللون الأرزق

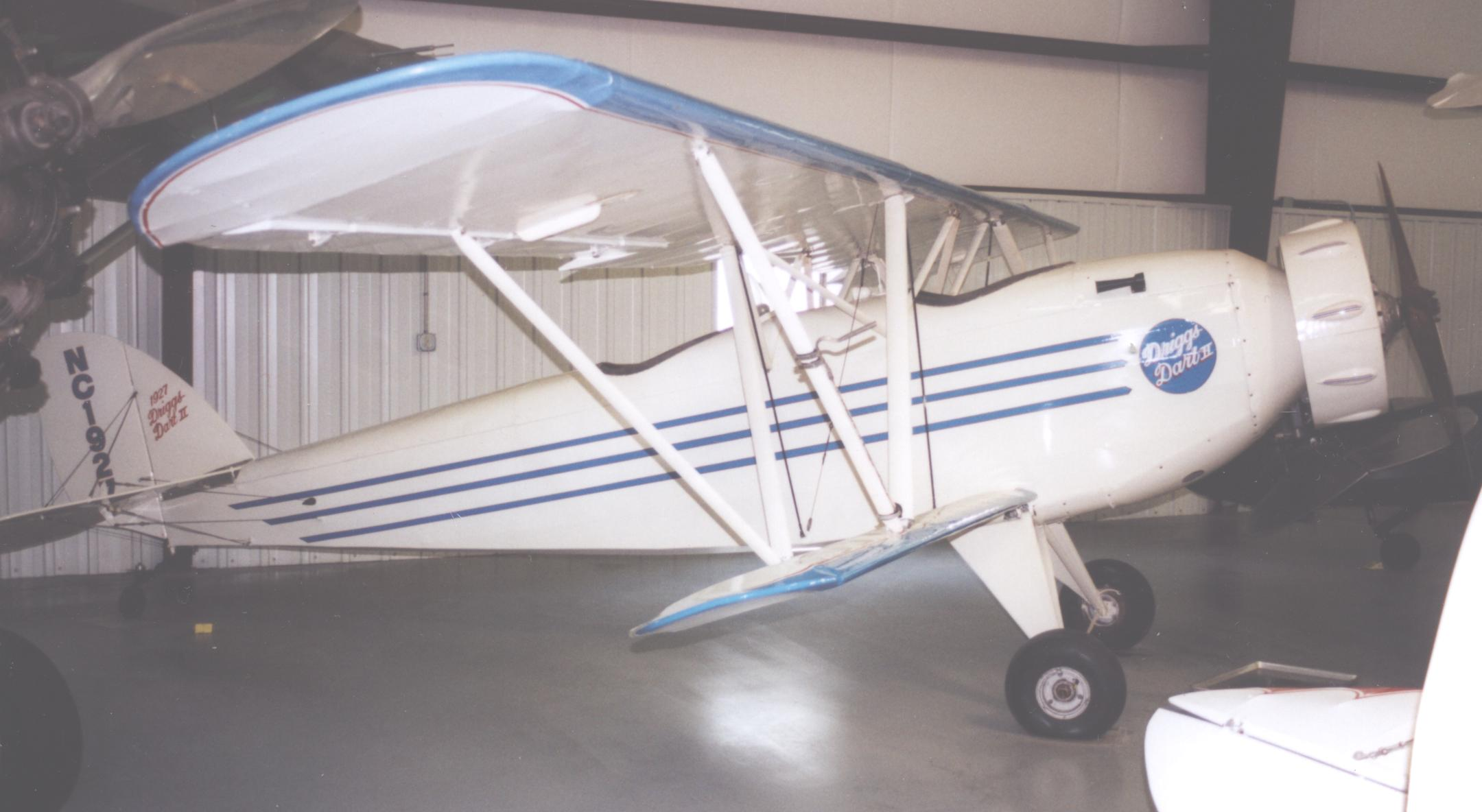
طائرة دريجز دارت

لورانس ايه-3 أو لورانس طراز ايه، محرك طائرة مكبسي، مزدوج الاسطوانة، أمريكي الصنع. صُمم بواسطة تشارلز لورانس في منتصف 1910، و أنتجته شركة محركات لورانس الجوية بترخيص من شركة تصنيع و تزويد المحركات الفائقة.
يلغ وزن المحرك 200 باوند (90 كغم)، و بلغت قدرته الناتجة 28 حصان  (21كيلو وات). و من مميزات هذا المحرك استخدام مسمار كرنك  مشترك لكلتا الأسطوانتين، لكن هذا أدى إلى الاهتزاز عندما يتحرك كلا المكبسين في نفس الاتجاه.

## التطبيقات
- طائرة بريس بينجوين
- طائرة دريجز دارت
- طائرة واكو كوتي
- طائرة شينيكوك

## المواصفات

### مواصفات عامة
- النوع: محرك طائرة مكبسي، يتكون من مكبسين في أسطوانة أفقية مشتركة، و يبرد بالهواء.
- الوزن: 200 باوند (91 كغم).

### المكونات
- عدد الأسطوانات: أسطوانة واحدة أفقية، بها مكبسين متقابلين.
- نظام التبريد: تبريدبالهواء.

### الأداء
- القدرة الناتجة: 28 حصان  (21كيلو وات).